# Павлувек (Люблінське воєводство)
Павлувек (пол. Pawłówek) — село в Польщі, у гміні Стшижевиці Люблінського повіту Люблінського воєводства.
Населення — 63 особи (2011).
У 1975-1998 роках село належало до Люблінського воєводства.

## Демографія
Демографічна структура станом на 31 березня 2011 року:
|          | Загалом | Допрацездатний вік | Працездатний вік | Постпрацездатний вік |
| -------- | ------- | ------------------ | ---------------- | -------------------- |
| Чоловіки | 30      | 7                  | 17               | 6                    |
| Жінки    | 33      | 7                  | 15               | 11                   |
| Разом    | 63      | 14                 | 32               | 17                   |